# Sông Sê Pôn
Sê Pôn là con sông chảy qua Lào và Việt Nam.

## Địa lý
Sông Sê Pôn bắt nguồn từ phía Tây dãy núi Trường Sơn trên địa bàn muang Sa Mouay (Sa Muộn) và muang Nong, tỉnh Savannakhet của Lào, đi về hướng Tây Bắc vào địa phận  xã Lao Bảo tỉnh Quảng Trị, Việt Nam.
Trước khi vào hẳn trong lãnh thổ Lào ở thị trấn Lao Bảo, nó có một đoạn chảy dọc biên giới hai nước. Tại giữa trung tâm của sông là mốc biên giới của hai nước, một nửa bên này sông là Việt Nam và nửa kia là nước Lào. Từ Lao Bảo sông Sê Pôn chảy về hướng Tây đến thị trấn Sê Pôn của muang Sepone, Savannakhet, đổ nước vào sông Sê Banghiang, gom nước cho sông Mê Kông.
Sê Pôn là con sông có mức nước không sâu lắm, chỉ khoảng 1m. Sê Pôn cũng là huyết mạch giao thông đường thủy giữa Lào và Việt Nam. Người dân thị trấn Lao Bảo và Lào dùng nó làm con đường vận chuyển hàng hóa và giao thương với vùng biên giới này. Sông Sê Pôn có mức nước không sâu, dòng nước ở đây rất trong trẻo và không bị ô nhiễm nguồn nước vì không có khu công nghiệp nào ở gần đó. Ngoài ra, Sê Pôn có cảnh quan rất đẹp, hòa quyện cùng với rừng núi ở nơi đây, nối liền huyện Hướng Hóa tỉnh Quảng Trị (Việt Nam) và tỉnh Savannakhet (Lào). Hàng ngày luôn có thuyền máy tấp nập chạy qua lại giữa hai nơi ấy để chở hàng và giao thương.